# Сьвіниці-Варцькі-Кольонія
Сьвіниці-Варцькі-Кольонія (пол. Świnice Warckie-Kolonia) — село в Польщі, у гміні Свіниці-Варцькі Ленчицького повіту Лодзинського воєводства.
Населення — 225 осіб (2011).
У 1975-1998 роках село належало до Конінського воєводства.

## Демографія
Демографічна структура станом на 31 березня 2011 року:
|          | Загалом | Допрацездатний вік | Працездатний вік | Постпрацездатний вік |
| -------- | ------- | ------------------ | ---------------- | -------------------- |
| Чоловіки | 121     | 20                 | 90               | 11                   |
| Жінки    | 104     | 17                 | 63               | 24                   |
| Разом    | 225     | 37                 | 153              | 35                   |